# Ulrich Wild
Ulrich Wild (ur. 31 grudnia 1969) – amerykański producent muzyczny, inżynier dźwięku i mikser specjalizujący się w muzyce rockowej i heavymetalowej. Urodził się w Szwajcarii, a obecnie mieszka w Los Angeles.
Produkował albumy takich zespołów jak: Pantera, Alice in Chains, Static-X, Bleeding Through, Breaking Benjamin, Taproot, SOiL, a także ścieżki dźwiękowe do filmów Freddy kontra Jason, Mission: Impossible II i Dom woskowych ciał. Obecnie pracuje z grupą metalową Dethklok.